# Rocketry Challenge
La Rocketry Challenge est une compétition originalement anglo-saxonne également organisée en France depuis 2010. Il s'agit de fabriquer une mini-fusée qui doit atteindre une hauteur fixée, et transporter intact un œuf.